# Ilija Wyłow
Ilija Wyłow (bułg. Илия Вълов, ur. 29 grudnia 1961 roku w Kneży, zm. 13 lipca 2024 we Wracy) – bułgarski piłkarz grający na pozycji bramkarza, później trener piłkarski.

## Kariera piłkarska
Jest wychowankiem Botewu Wraca, w którego barwach w bułgarskiej ekstraklasie występował przez siedem sezonów. Botew nie należał do potentatów ligi i corocznie musiał bronić się przed spadkiem; najlepszy wynik z tego okresu to szóste miejsce na koniec rozgrywek 1984–1985.
W 1988 roku odszedł do znacznie silniejszego CSKA Sofia; w ciągu dwu lat z zespołem prowadzonym wówczas przez Dimityra Penewa, w którym grali m.in. Christo Stoiczkow, Emił Kostadinow, Ljubosław Penew i Trifon Iwanow, zdobył dwa tytuły mistrza i jeden Puchar kraju, jeden Superpuchar oraz - w sezonie 1988–1989 - dotarł do półfinału Pucharu UEFA. Po rozstaniu z CSKA krótko występował w stołecznym Łokomotiwie, a następnie wyjechał za granicę.
Był zawodnikiem trzecioligowego niemieckiego FC Berlin, dawnego lidera ekstraklasy enerdowskiej, a także Austrii Wiedeń, z którą, jako zmiennik Franza Wohlfahrta, wygrał ligę austriacką. Piłkarską karierę kończył w klubach w Turcji.
W reprezentacji Bułgarii rozegrał 34 mecze. Przez drugą połowę lat 80., także na Mundialu 1986, był zmiennikiem młodszego o rok Borisława Michajłowa. Ostatni raz w kadrze wystąpił w towarzyskim spotkaniu ze Szwecją (0:2) we wrześniu 1990 roku.

## Sukcesy piłkarskie
- mistrzostwo Bułgarii 1989 i 1990, Puchar Bułgarii 1989, Puchar Armii Sowieckiej 1989 i 1990, Superpuchar Bułgarii 1989 oraz półfinał Pucharu UEFA w sezonie 1988–1989 z CSKA Sofia
- mistrzostwo Austrii 1992, Puchar Austrii 1992 i Superpuchar Austrii 1992 z Austrią Wiedeń

## Kariera szkoleniowa
Po zakończeniu kariery piłkarskiej rozpoczął pracę szkoleniową. Jako pierwszy trener prowadził Botew Wraca. Później szkolił bramkarzy m.in. w Czerno More Warna, Liteksie Łowecz i CSKA Sofia.

## Śmierć
Zmarł 13 lipca 2024 wskutek infekcji płuc, w szpitalu we Wracy, gdzie wcześniej poddał się operacji wszczepienia endoprotezy stawu.